# Torö kyrka
Torö kyrka är en kyrkobyggnad som tillhör Ösmo-Torö församling i Strängnäs stift. Kyrkan ligger på ön Torö i Nynäshamns kommun. Ursprungligen hörde Torö till Sorunda socken, sedermera bildades Torö socken. Byggnaden är ett kyrkligt kulturminne.

## Kyrkobyggnaden

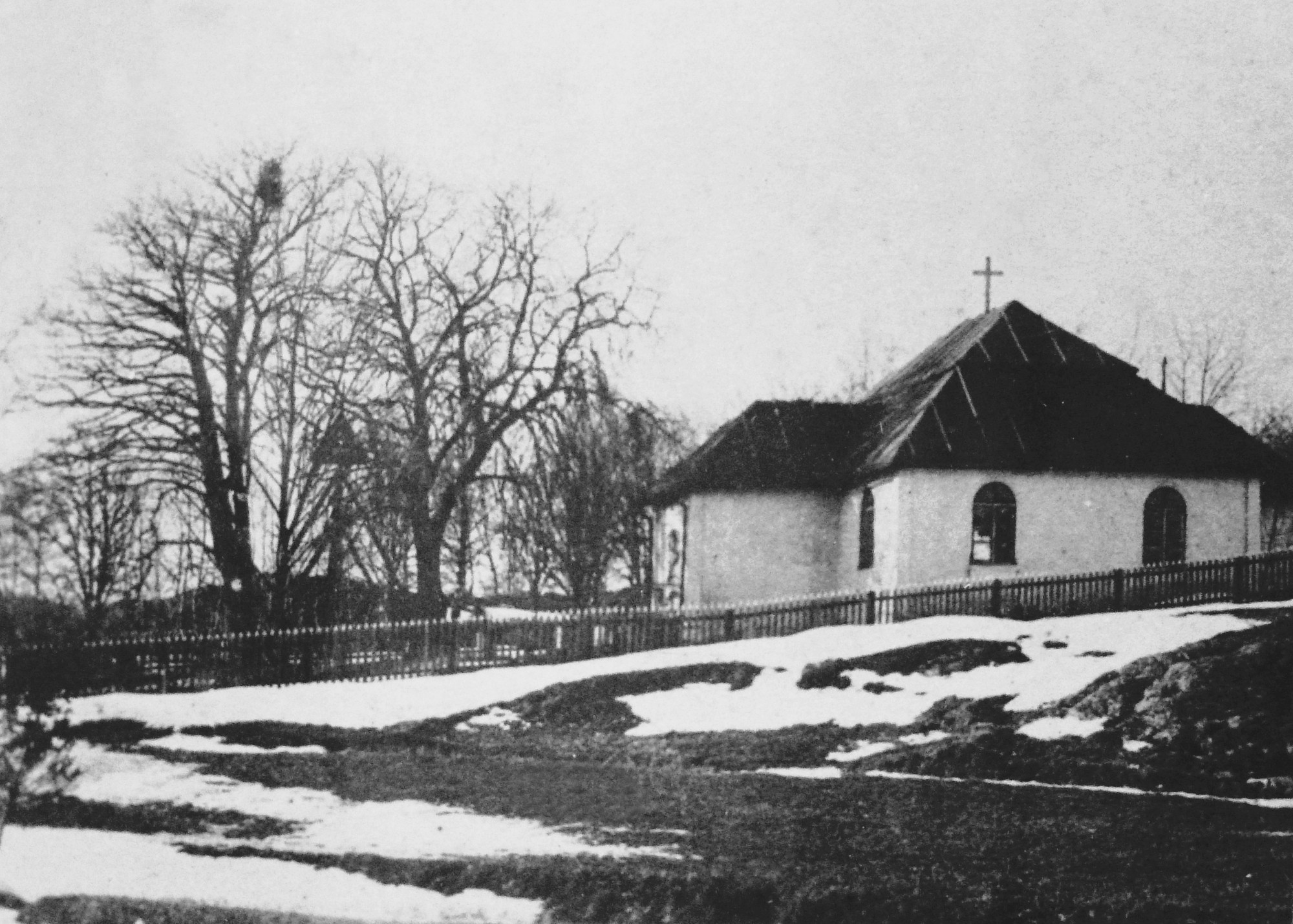
Torö kyrka 1911.

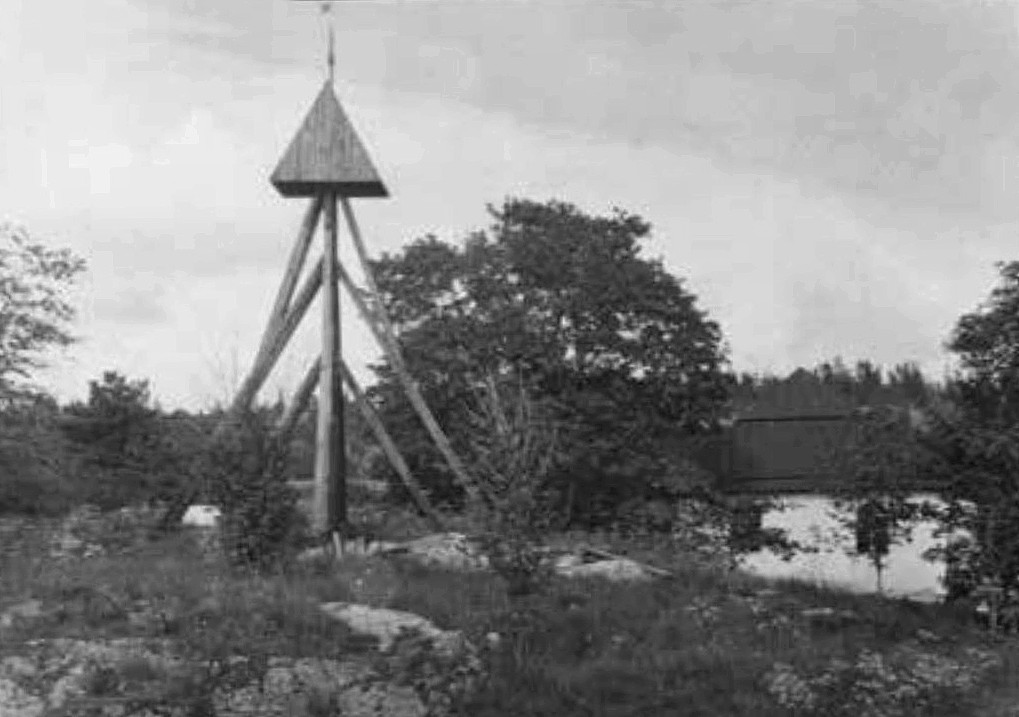
Kyrkans gamla klockstapel.

Torös första kyrkobyggnad hade ett rektangulärt långhus, sakristia i norr, vapenhus i söder och torn i väster. När den uppfördes är inte känt, möjligtvis på 1100- eller 1200-talet.  Nuvarande träkyrka byggdes 1699 på begäran av Sigrid Horn, dåvarande ägaren av Herrhamra. Samtidigt fick Torö rätten till en egen präst varmed det blev aktuellt med en ny gudstjänstlokal. Den nya kyrkan ersatte ett äldre kapell som stått på samma grund men nu "var nerrött och färdigt att byggjas ånyo".
Kyrkobyggnaden har en stomme av liggtimmer och består av ett nästan kvadratiskt långhus med rakt avslutat kor i öster. I söder finns ett vapenhus med huvudingång och i norr en sakristia. Kyrkorummet har ett flackt tunnvalv av trä. Kyrkans timmerkonstruktion är till största del ursprunglig.
Kyrkan skadades 1719 under rysshärjningarna och reparerades först år 1738. Från början var kyrkan rödmålad men 1849 reveterades ytterväggarna och målades vita. Fönstren fick sin rundbågiga form 1880 i samband med en renovering och 1895 byttes takbeläggningen ut från spån till plåt. Interiören blev moderniserad 1930. År 1955 uppfördes ett bårhus i anslutning till kyrkbyggnaden mot norr.
På norra delen av kyrkogårdens står en klockstapel av trä som uppfördes 1940 och ersatte en äldre stapel. Klockstapeln liknar den vid Herrhamra lotskyrkogård som bygges några år tidigare. Båda har en öppen träkonstruktion som står på ett betongfundament samt en klockformad tornhuv. Ena kyrkklockan är daterad till 1645. Andra klockan bär årtalet 1938. Intill klockstapeln finns skulpturen ”Guds hand” av Harry Bengtsson från 1990. 
Våren 2011 renoverades kyrkan. Då fick innerväggarna sin nuvarande vita kulör. En grön heltäckningsmatta avlägsnades och brädgolvet togs fram. Återinvigningen efter renoveringen hölls på Pingstdagen den 12 juni 2011.

## Kyrkogården

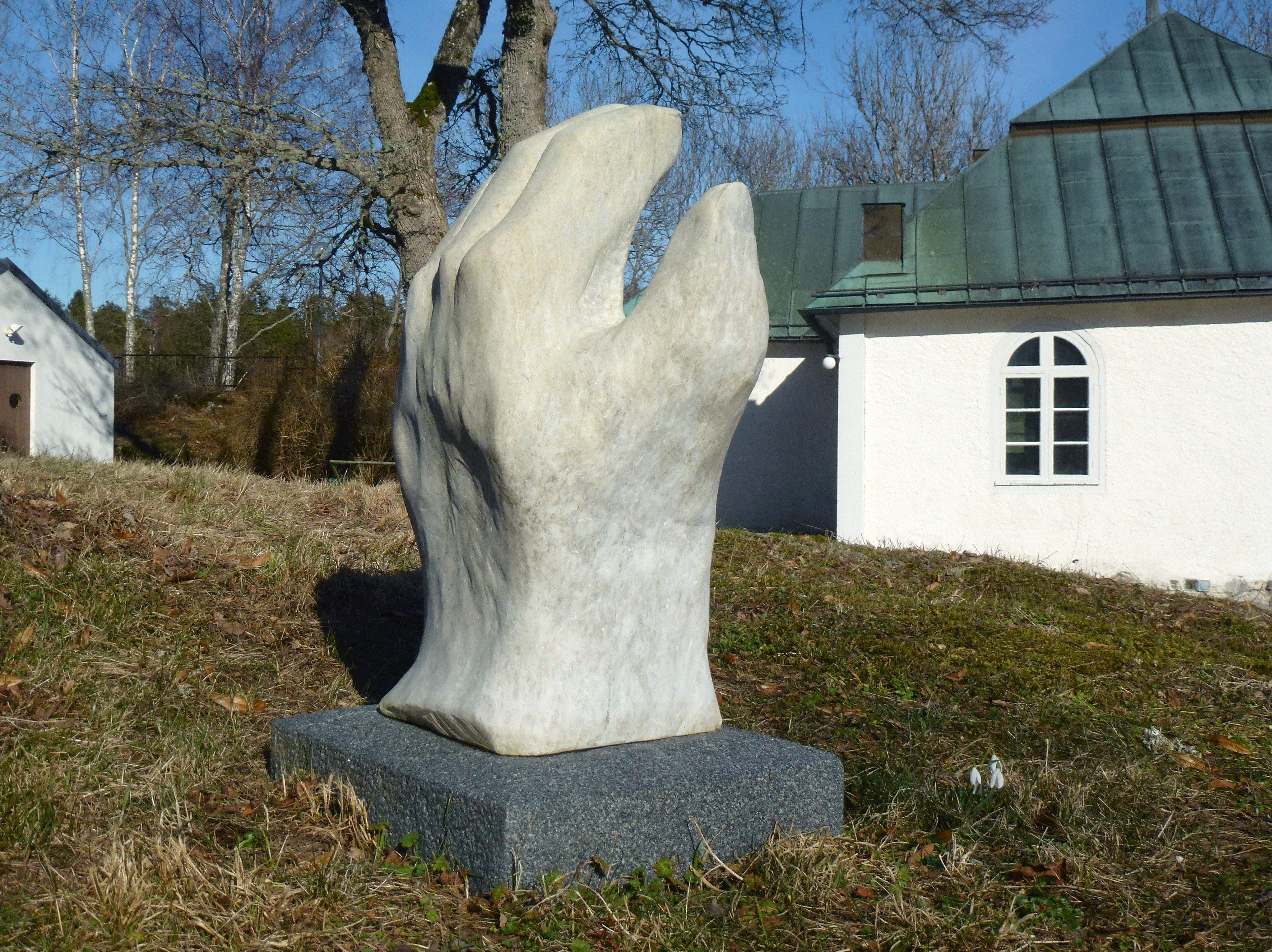
”Guds hand” av Harry Bengtsson.

Ursprungligen fanns två kapell på Torö. Det ena stod vid nuvarande Torö kyrka, det andra strax söder om nuvarande Herrhamra gård. Till båda anlades även en kyrkogård, Torös kyrkogård respektive Herrhamra lotskyrkogård. Kapellet vid Herrhamra brändes ner 1719 och återuppbyggdes aldrig. 
Torös kyrkogård ligger sydväst om kyrkobyggnaden och är anlagd på diagonalen med en axel i nordostlig-sydvästlig riktning. Tomten som är kuperad sluttar svagt mot sydväst. På kyrkogårdens sydvästra del ligger minneslunden som invigdes på 1990-talet. Enligt uppgift skall Torö kyrkogård tidigt ha omgärdats av en meterhög timrad inhägnad. Idag inhägnas kyrkogården av ett smidesstaket som 1966 ersatte ett trästaket. Intill klockstapeln finns skulpturen ”Guds hand” av Harry Bengtsson från 1990. ”Guds hand” är huggen i vit marmor och den enda konstnärliga utsmyckningen på kyrkogården.
Intill kyrkogården mot sydväst med kraftiga lövträd och spjälstaket ligger Snarberga Torö Församlingshem, ett äldre rödmålat hus som enligt uppgift varit bostad åt traktens barnmorska.

## Interiörbilder

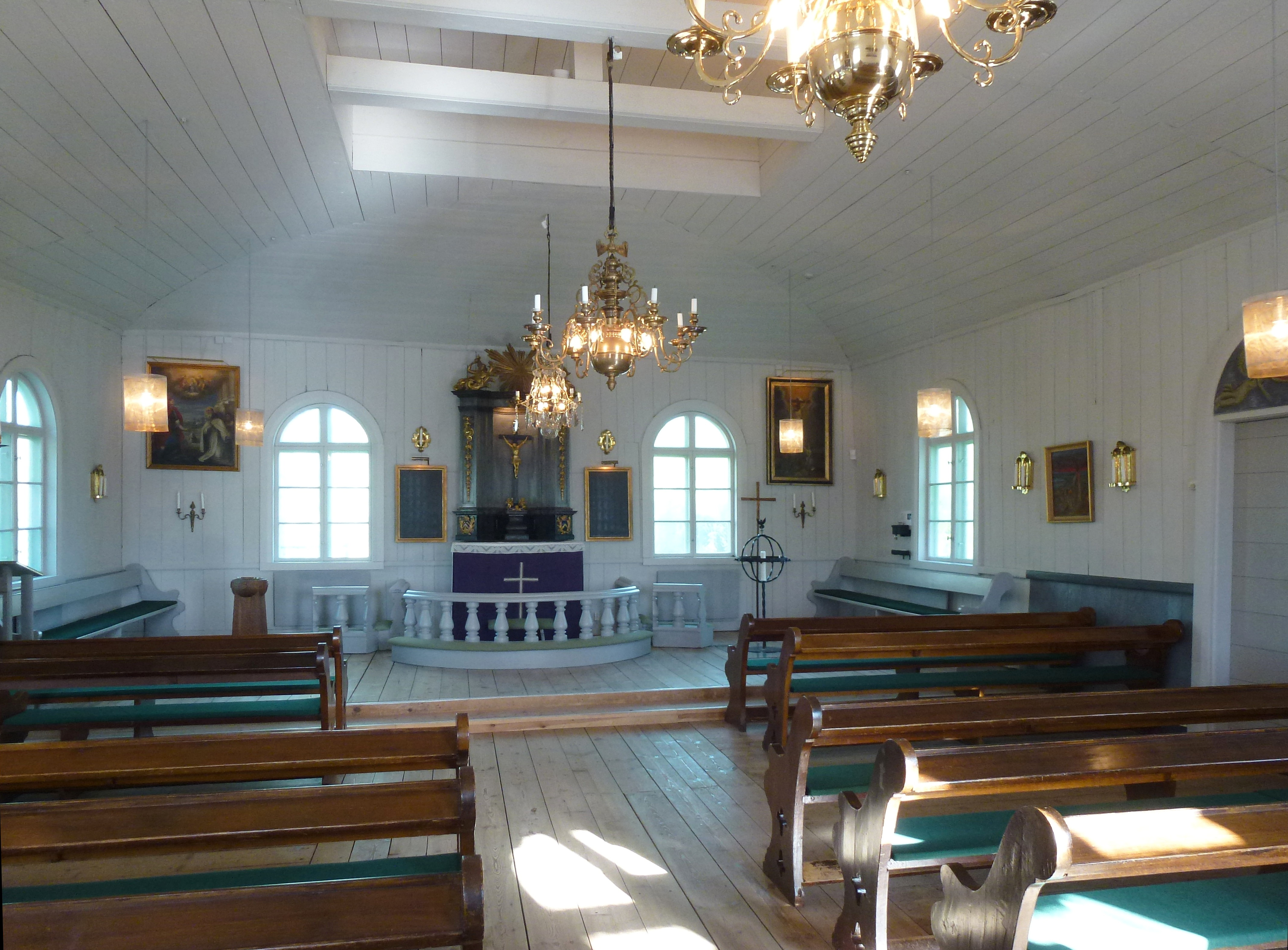
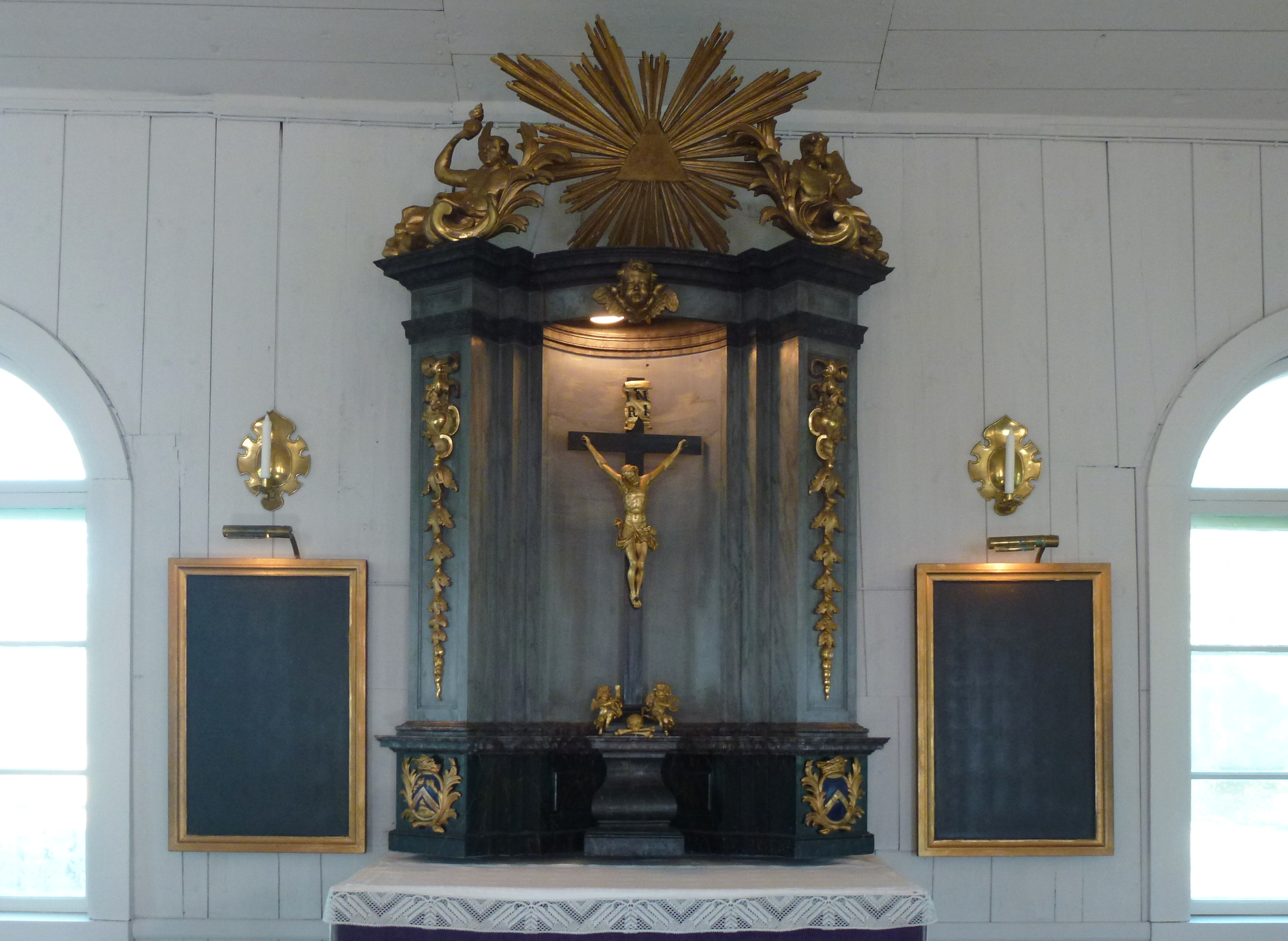
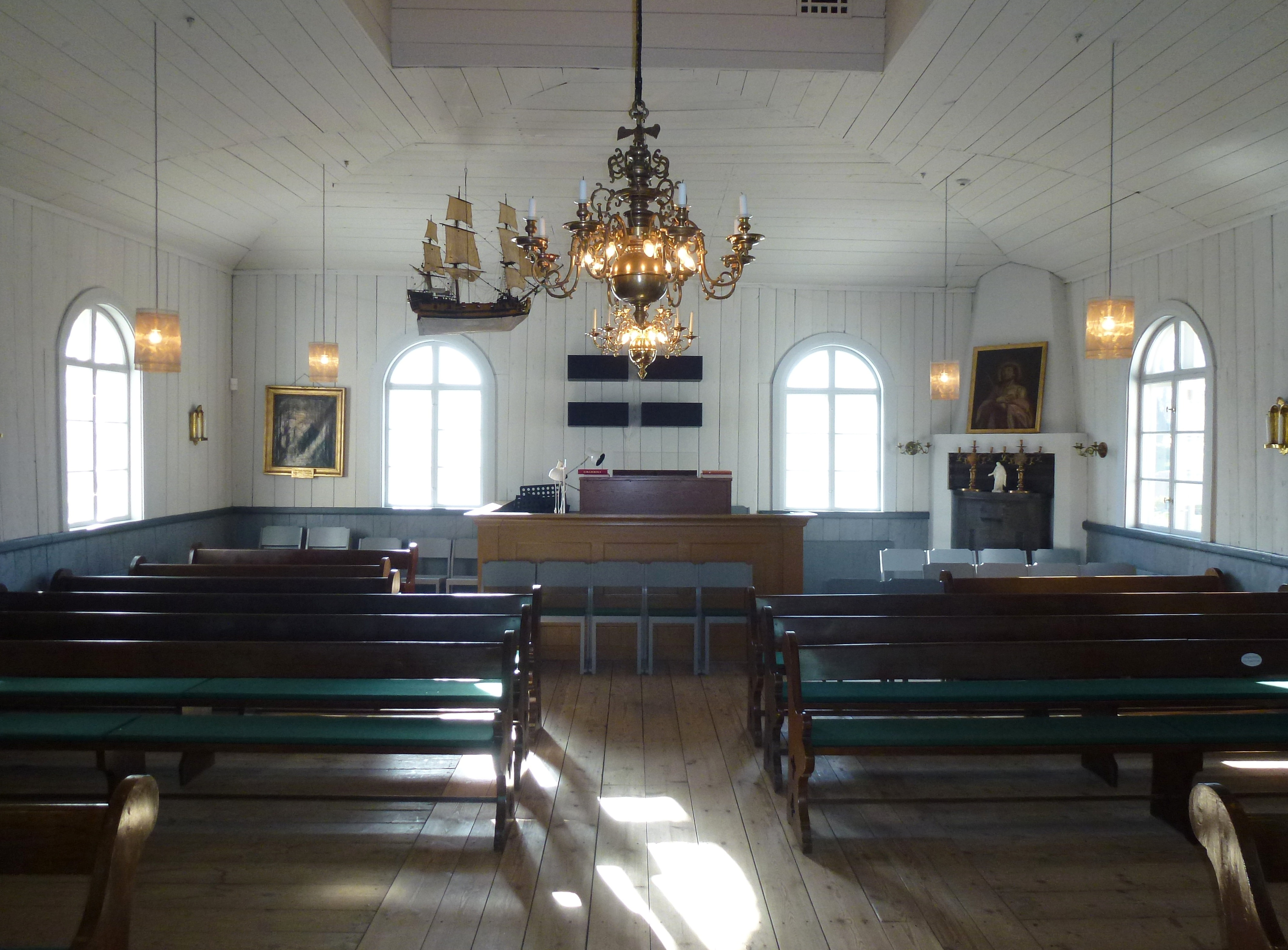
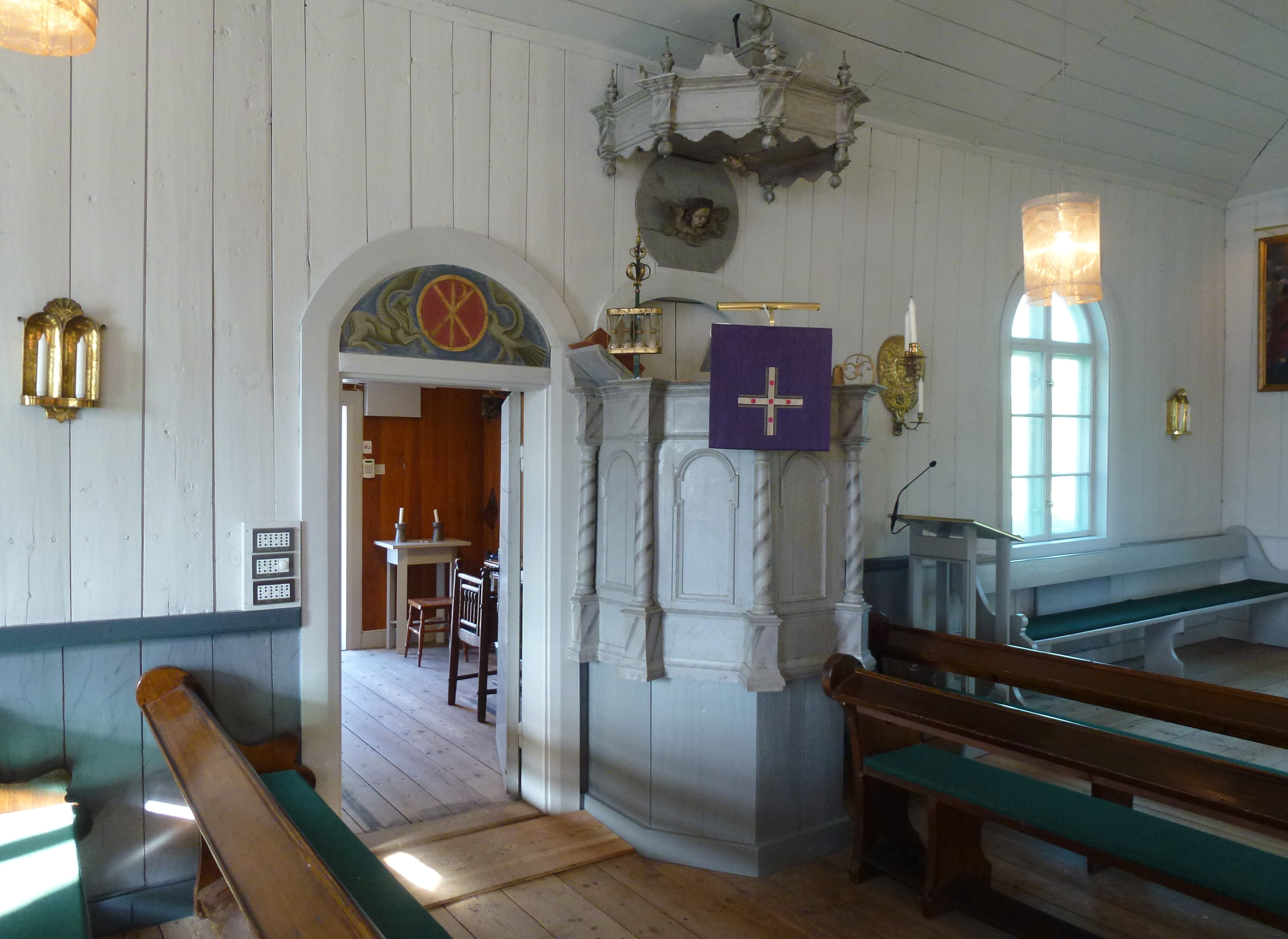

## Exteriörbilder

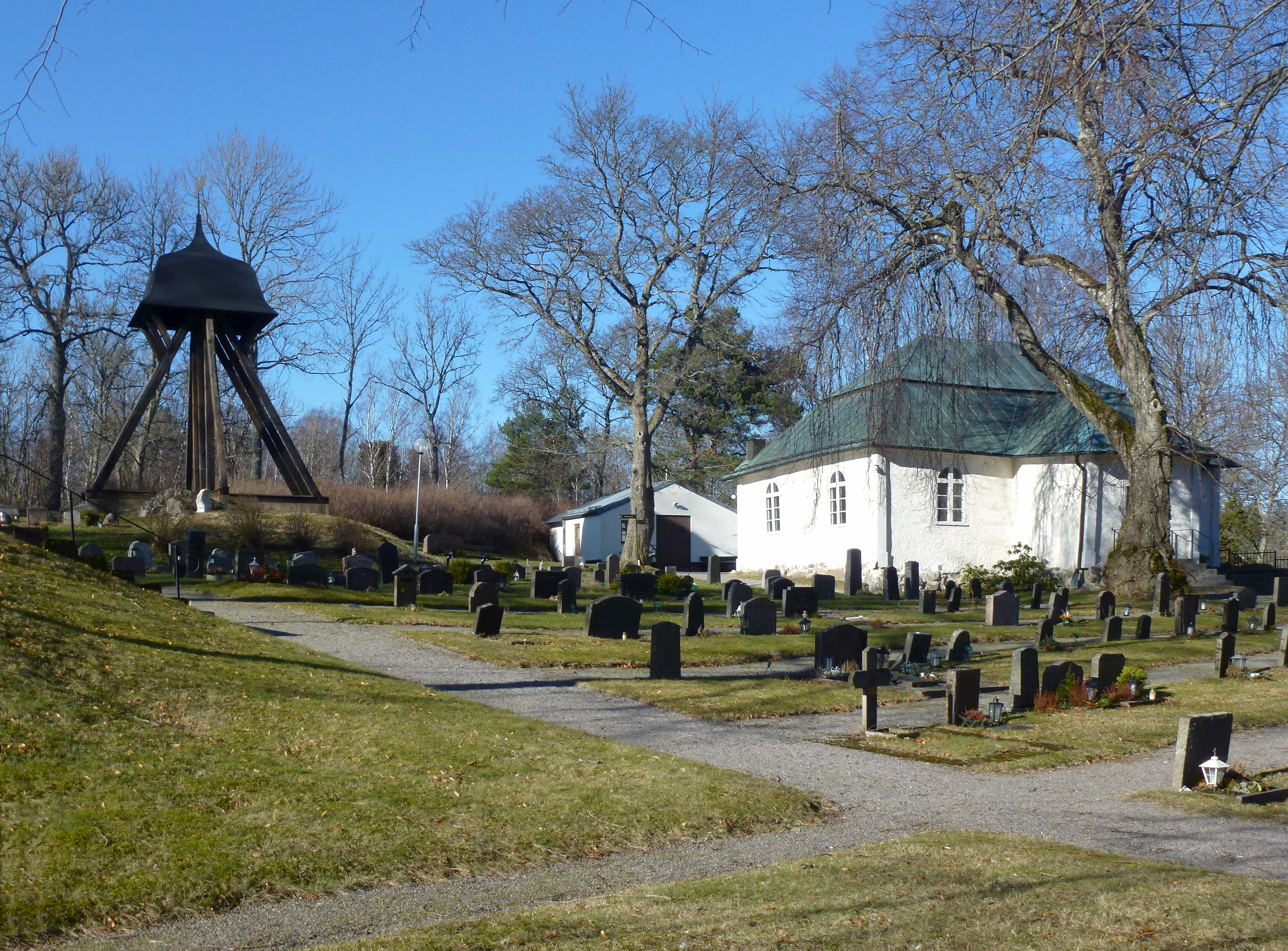
Torö kyrkas kyrkogård
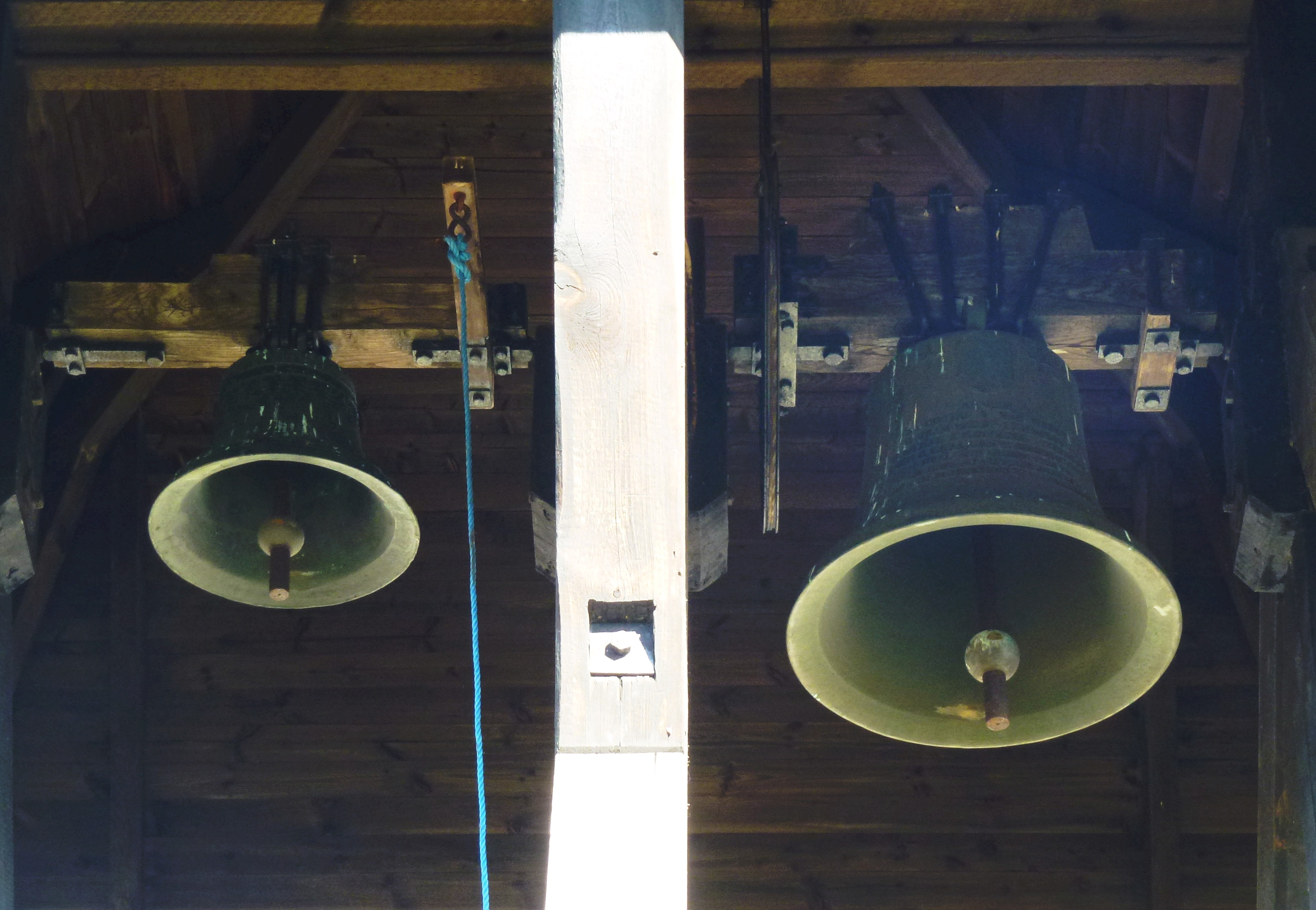
Klockorna i klockstapeln
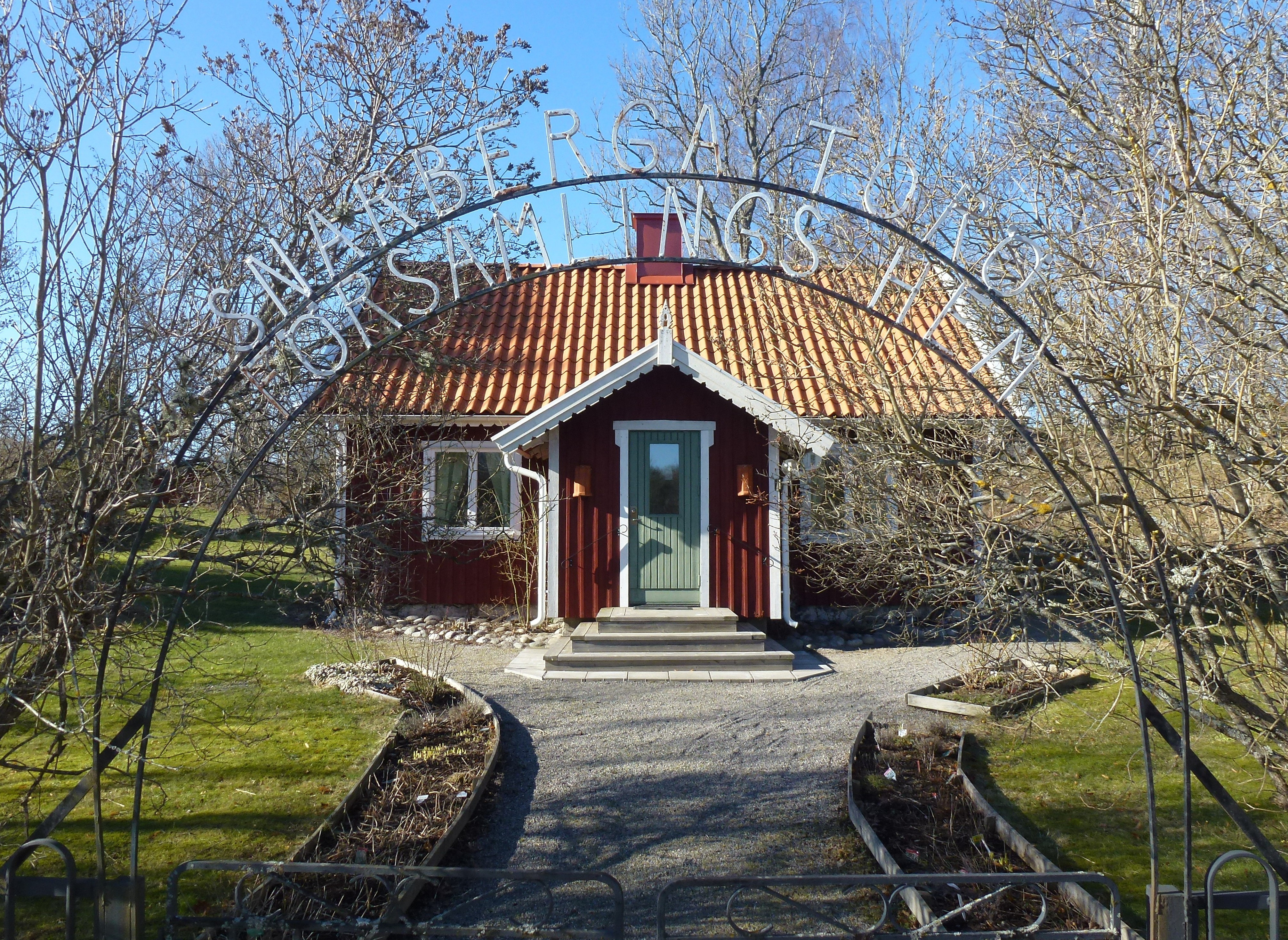
Snarberga Torö Församlingshem
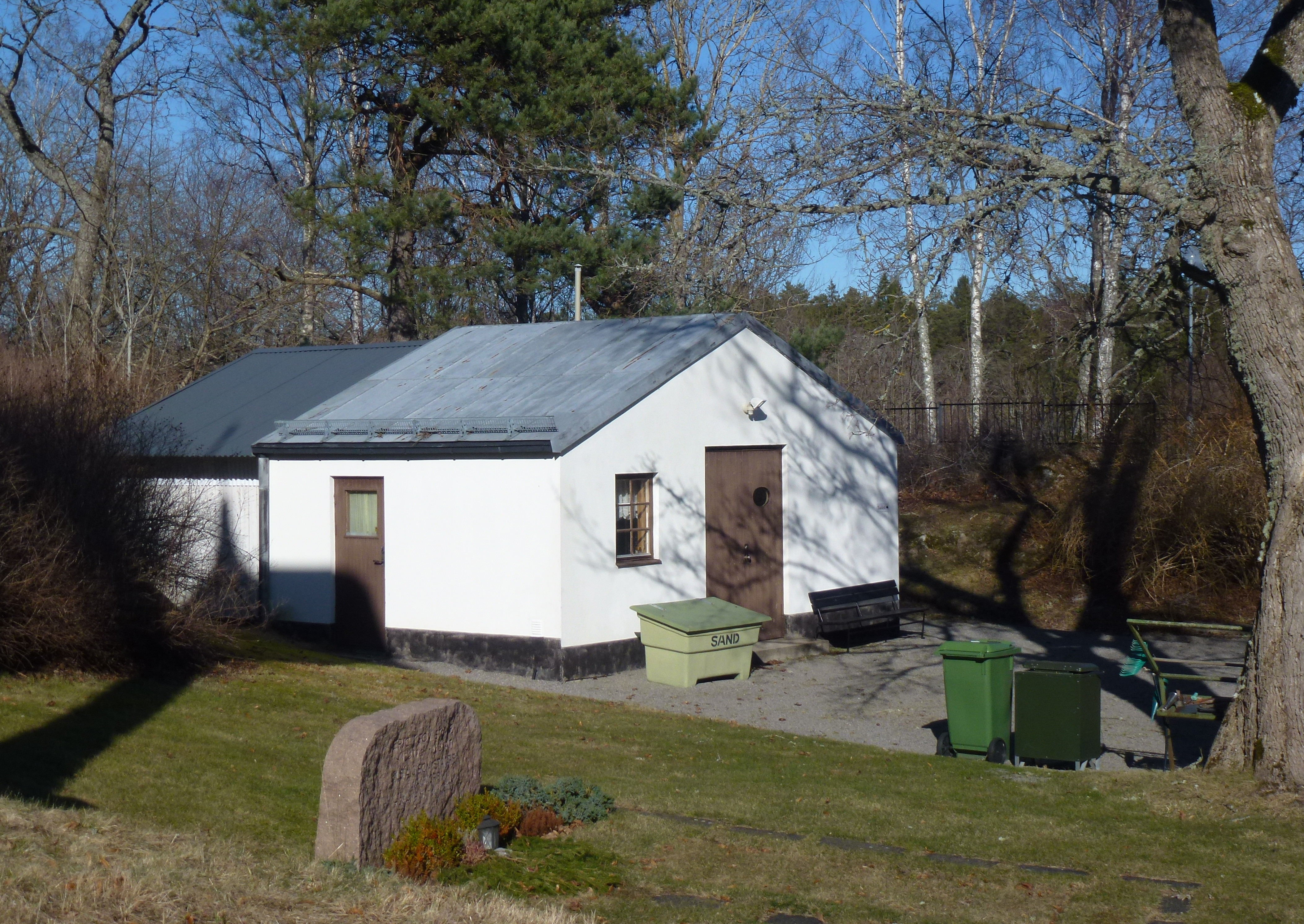
Bårhuset

## Inventarier
- Predikstolen är från senare delen av 1600-talet.
- Dopfunten av ek är från 1921.

### Orgel
- Tidigare användes ett harmonium i kyrkan.
- Den nuvarande orgeln är byggd 1961 av Werner Bosch, Kassel, Tyskland och är en mekanisk orgel.

| Manual          | Pedal      | Koppel  |
| Gedacht 8'      | Subbas 16´ | Man/Ped |
| Principal 4'    |            |         |
| Rörflöjt 4'     |            |         |
| Blockflöjt 2'   |            |         |
| Scharf III chor |            |         |

### Webbkällor
- byggnadspresentation
- anläggningspresentation
- Kulturhistorisk karakterisering och bedömning av Torö kyrka
- Stockholms läns museum: Torö kyrka[död länk]
- Stockholms läns museum: Torö kyrkogård